# Chrysler Saratoga
La Saratoga è un'autovettura full-size prodotta dalla Chrysler dal 1939 al 1942, dal 1946 al 1952, dal 1957 al 1960 e dal 1989 al 1995. 

## La prima serie (1939)
La prima serie della Saratoga fu introdotta nel 1939 come modello full-size al top di gamma. Era l'ammiraglia della casa e si collocava sopra la Imperial e la New Yorker. Era disponibile in versione berlina quattro porte e coupé due porte. I fanali anteriori erano integrati nei parafanghi ed i copricerchioni erano offerti di serie. Il modello era dotato di un motore ad otto cilindri in linea da 5,3 L di cilindrata. 

## La seconda serie (1940)
La seconda serie del modello, che venne introdotta nel 1940, era disponibile solo in versione berlina quattro porte ed in due livelli di allestimento, quello base e lo sport formal. Quest'ultimo era caratterizzato da un divisorio in vetro che separava la parte anteriore dell'abitacolo da quella posteriore. Il motore era il medesimo di quello installato sulla serie precedente. Il cambio era a tre rapporti. Rispetto alla serie precedente, questa generazione era dotata di un corpo vettura più grande. Nella gamma Chrysler tale serie di Saratoga fu però retrocessa. Ora, infatti, rappresentava un modello medio che era posizionato tra la sottostante Traveller e le meglio allestite Highlander e New Yorker. 

## La terza serie (1941-1942)
Nel 1941 il passo fu accorciato. Il modello venne spostato alla base della gamma Chrysler formata da vetture con motore ad otto cilindri. In questo ruolo la Saratoga sostituì la Traveller. Questa nuova serie di Saratoga era offerta in versione berlina due e quattro porte, coupé due porte e familiare cinque porte con pannelli laterali in legno. Il motore era sempre l'otto cilindri in linea da 5,3 L delle serie precedenti, ed al cambio a tre rapporti venne aggiunto l'overdrive. La Saratoga del 1940 continuò ad essere offerta con il nome di Crown Imperial Special. Nel 1942 la vettura rimase immutata. La produzione si interruppe a metà dell'anno citato a causa dell'entrata degli Stati Uniti nella seconda guerra mondiale. Gli impianti produttivi dell'industria statunitense furono infatti convertiti per le forniture belliche, e quelli della Chrysler non furono un'eccezione. 

## La quarta serie (1946-1948)
Dopo la fine della guerra, la produzione della Saratoga riprese. L'allestimento, rispetto a quello della serie prebellica, era però più povero a causa delle restrizioni dovute alla guerra. Era offerta in versione berlina due e quattro porte e coupé due porte. Il modello rimase alla base della gamma delle vetture Chrysler con motore ad otto cilindri. Il propulsore ed il cambio furono confermati dalla serie precedente. In aggiunta fu però offerta, tra le opzioni, una trasmissione semiautomatica a quattro rapporti. Di questa serie di Saratoga ne vennero prodotti 5.605 esemplari. 

## La quinta serie (1948-1952)
Alla fine del 1948, con il lancio della nuova serie, alla Saratoga venne allungato il passo di 100 mm. Il motore, perlomeno inizialmente, era ancora l'otto cilindri in linea da 5,3 L già disponibile sulle generazioni precedenti. La gamma era limitata alla berlina quattro porte ed alla coupé due porte. Nel 1950 i cambiamenti furono minimi.
Nel 1951 fu introdotto un nuovo motore V8 da 5,4 L. Nell'occasione fu introdotto il servosterzo e venne aggiornata la linea della calandra e dei fanali anteriori. Sempre nel 1951 furono introdotti la familiare cinque porte e la limousine quattro porte ed otto posti. Nel 1952 fu invece modificata la linea dei fanali posteriori. Nello stesso anno la Saratoga uscì temporaneamente di produzione. Complessivamente, di questa serie di Saratatoga, ne vennero prodotti 49.075 esemplari. 

## La sesta serie (1957-1960)

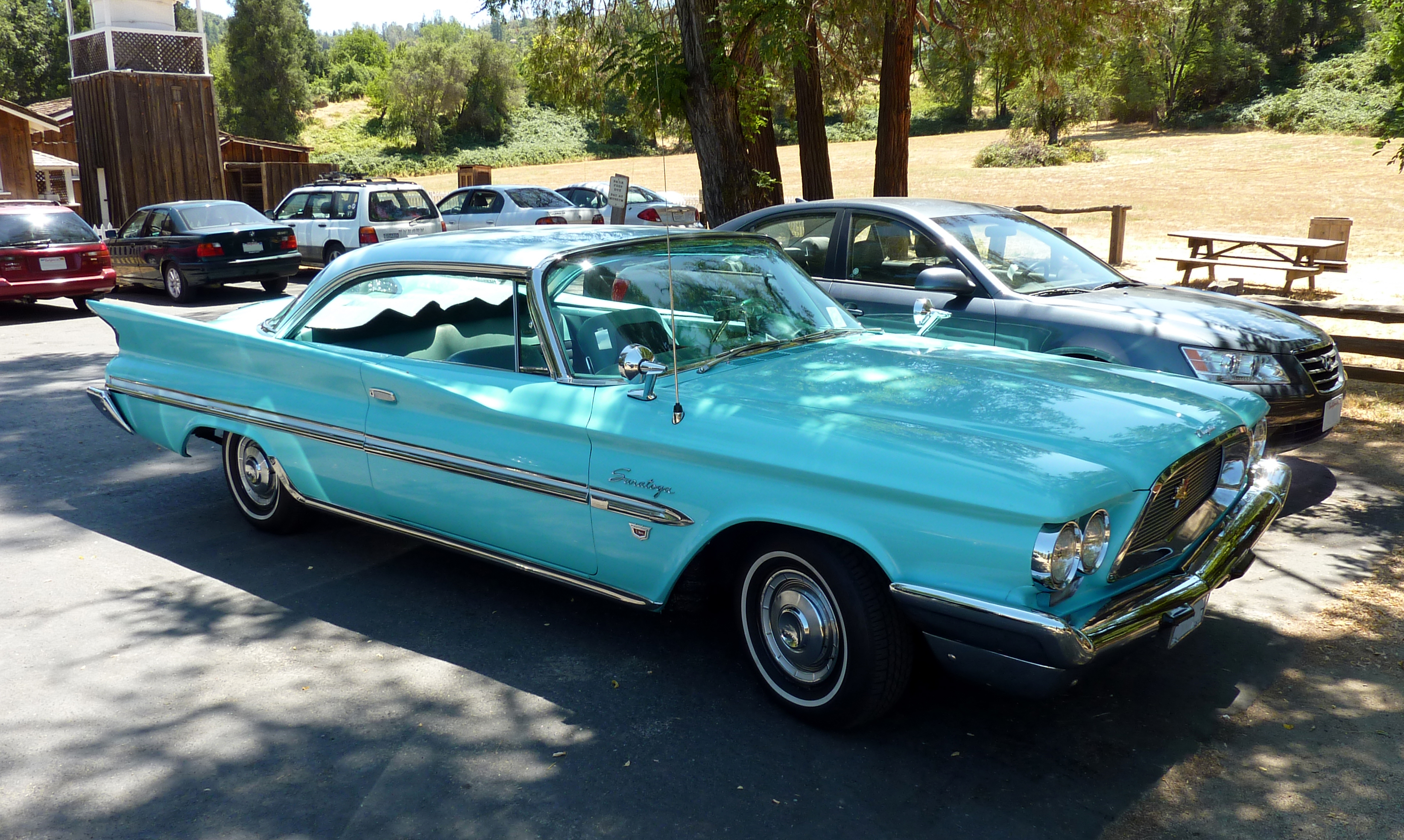
Una Chrysler Saratoga del 1960

La Saratoga fu reintrodotta cinque anni dopo come versione più equipaggiata della Windsor. La linea fu rivista e le pinne posteriori, a differenza della concorrenza, vennero integrate in modo più armonioso nel corpo vettura. La Saratoga aveva una linea che assomigliava a quella della Windsor, ma era dotata di un equipaggiamento più ricco e di motori più potenti. Il propulsore di questa serie di Saratoga era, perlomeno all'inizio, il medesimo V8 da 5,4 L della generazione precedente. Nel 1959 i cambiamenti furono minimi, ma la cilindrata del motore fu portata a 6,3 L. Nel 1960 fu invece operato un importante restyling. Nel 1961 il modello uscì temporaneamente di produzione. Di questa serie di Saratoga ne furono realizzati 88.666 esemplari. 

## La settima serie (1989-1995)
Il nome Chrysler Saratoga ricomparve nuovamente nel 1989 associato alla versione europea della Dodge Spirit. Dato che era commercializzata in Europa, rispetto alla versione statunitense era dotata di dispositivi di sicurezza differenti. Il modello era disponibile con un motore a Motore in linea a quattro cilindri sovralimentato da 2,5 L oppure con un V6 da 3 L. Il primo propulsore era associato ad un cambio manuale a cinque rapporti, mentre il secondo con una trasmissione automatica a quattro marce. Quest'ultimo era quello più comune. Nel 1993 furono introdotti alcuni accessori di lusso come i sedili in pelle.
Nel 1994 il modello fu rivisto e questa volta venne basato sulla versione statunitense della Chrysler LeBaron. Tutti i modelli vennero dotati del motore V6 da 3 L, di aria condizionata e di sedili in pelle. Nel 1996 la Saratoga uscì di produzione e fu sostituita dalla Chrysler Stratus.